# Przysłup (rejon turczański)
Przysłup (ukr. Присліп) – wieś na Ukrainie, w obwodzie lwowskim, w rejonie samborskim (do 2020 roku w rejonie turczańskim). Miejscowość liczy około 1407 mieszkańców. Pierwsze wzmianki o wsi pochodzą z 1546.
W 1921 liczyła około 1007 mieszkańców. Przed II wojną światową w granicach Polski, wchodziła w skład powiatu turczańskiego.

## Ważniejsze obiekty
- Cerkiew greckokatolicka